# アンソニー・レルー
アンソニー・アレン・レルー（Anthony Allen Lerew , 1982年10月28日 - ）は、アメリカ合衆国・ペンシルベニア州カーライル出身の元プロ野球選手（投手）、野球指導者。

## 経歴

### ブレーブス時代
2001年のドラフトでアトランタ・ブレーブスから11巡目（全体345位）指名を受け、同年6月6日に契約を結んだ。
2005年9月4日のシンシナティ・レッズ戦でメジャーデビュー。
2006年はAAA級リッチモンド・ブレーブスでプレーするも、9月1日に昇格し、翌日のフィラデルフィア・フィリーズ戦で2イニング登板する。
2007年5月8日のサンディエゴ・パドレス戦でメジャー初先発を果たし、6回を2安打2失点（2被本塁打）7奪三振の好投を見せ、メジャーでの自己最速96mph（約154km/h）を計時するも勝敗はつかず、6月20日にはトミー・ジョン手術を受けた。
2008年6月20日のルーキーリーグの試合で1年ぶりに実戦復帰。1ヶ月後にはAAA級リッチモンドに復帰する。

### ロイヤルズ時代
2009年3月5日にロースターから外され、10日にブレーブスを解雇された。3月18日にカンザスシティ・ロイヤルズとマイナー契約を結ぶ。AA級ノースウエストアーカンソー・ナチュラルズでシーズンを過ごし、9月24日のボストン・レッドソックス戦でメジャー復帰を果たす。
2010年はAAA級オマハ・ロイヤルズで開幕を迎え、6月16日にメジャーに昇格。翌日のヒューストン・アストロズ戦に先発し、6回3安打2失点7奪三振と好投するも勝敗はつかず、6月28日のシカゴ・ホワイトソックス戦で6回3安打1失点4奪三振の好投でメジャー初勝利を挙げた。しかしその後は3連敗を喫し、AAA級オマハに降格した。オフにはベネズエラのウィンター・リーグに参加し、11月21日の試合でベネズエラのウィンターリーグ史上16人目となるノーヒットノーランを達成。

### ソフトバンク時代
2010年11月16日にオークランド・アスレチックスとマイナー契約を交わしたが、12月25日に福岡ソフトバンクホークスと1年契約を結んだ。
2011年は1軍登板が4試合に留まり、12月2日に戦力外通告を受けた。

### 起亜タイガース時代
2012年1月16日に、韓国プロ野球・起亜タイガースと契約を結んだ。起亜での登録名はアンソニーとなり、チーム最多勝となる11勝を記録し、先発ローテーションを守り続けた。
2013年は、抑えとして起用され20セーブをあげたが、内容は悪く次第に打たれるようになり、7月に2軍へ降格し、7月24日ウェーバー公示され退団となった。

### アトランティック・リーグ時代
2014年4月11日に独立リーグ・アトランティックリーグのヨーク・レボリューションと契約。5月20日にロサンゼルス・エンゼルス・オブ・アナハイムとマイナー契約を結んだ。オフに、FAとなった。
2015年は再びヨーク・レボリューションと契約し同年限りで退団、2016年以降はどの球団とも選手契約を結ばず引退となった。

### 現役引退以降
2019年1月7日、起亜タイガースと3軍投手コーチとして契約した。2021年限りで退団した。

## 選手としての特徴
平均球速90mph（約145km/h）で最速96mph（約154km/h）を誇る速球（フォーシーム、ツーシーム）と80mph前半（約130km/h前半）でスプリッターのような軌道を描くチェンジアップを中心にスライダー、カーブを交える一方で、被本塁打が多い。

## 詳細情報

### 年度別投手成績
| 年 度    | 球 団        | 登 板 | 先 発 | 完 投 | 完 封 | 無 四 球 | 勝 利 | 敗 戦 | セ 丨 ブ | ホ 丨 ル ド | 勝 率 | 打 者 | 投 球 回 | 被 安 打 | 被 本 塁 打 | 与 四 球 | 敬 遠 | 与 死 球 | 奪 三 振 | 暴 投 | ボ 丨 ク | 失 点 | 自 責 点 | 防 御 率 | W H I P |
| -------- | ------------ | ----- | ----- | ----- | ----- | -------- | ----- | ----- | -------- | ----------- | ----- | ----- | -------- | -------- | ----------- | -------- | ----- | -------- | -------- | ----- | -------- | ----- | -------- | -------- | ------- |
| 2005     | ATL          | 7     | 0     | 0     | 0     | 0        | 0     | 0     | 0        | 4           | ---   | 37    | 8.0      | 9        | 1           | 5        | 2     | 0        | 5        | 0     | 0        | 5     | 5        | 5.63     | 1.75    |
| 2006     | ATL          | 1     | 0     | 0     | 0     | 0        | 0     | 0     | 0        | 0           | ---   | 15    | 2.0      | 5        | 0           | 3        | 0     | 1        | 1        | 0     | 0        | 5     | 5        | 22.5     | 4.00    |
| 2007     | ATL          | 3     | 3     | 0     | 0     | 0        | 0     | 2     | 0        | 0           | .000  | 57    | 11.2     | 14       | 4           | 7        | 1     | 0        | 9        | 0     | 1        | 10    | 10       | 7.71     | 1.80    |
| 2009     | KC           | 3     | 3     | 0     | 0     | 0        | 0     | 1     | 0        | 0           | .000  | 62    | 13.1     | 14       | 4           | 8        | 0     | 0        | 7        | 0     | 0        | 10    | 10       | 4.05     | 1.65    |
| 2010     | KC           | 6     | 6     | 0     | 0     | 0        | 1     | 4     | 0        | 0           | .200  | 120   | 26.1     | 34       | 9           | 9        | 0     | 2        | 18       | 1     | 0        | 25    | 25       | 8.54     | 1.63    |
| 2011     | ソフトバンク | 4     | 0     | 0     | 0     | 0        | 0     | 0     | 0        | 0           | ---   | 20    | 5.0      | 6        | 0           | 1        | 0     | 0        | 1        | 0     | 0        | 1     | 1        | 1.80     | 1.40    |
| 2012     | 起亜         | 32    | -     | 0     | 0     | 0        | 11    | 13    | 1        | 0           | .458  | 745   | 171.2    | 174      | 15          | 67       | 0     | 7        | 94       | 0     | 0        | 84    | 73       | 3.83     | 1.40    |
| 2013     | 起亜         | 30    | 0     | 0     | 0     | 0        | 0     | 3     | 20       | 0           | .000  | 159   | 36.0     | 42       | 1           | 15       | 0     | 3        | 25       | 0     | 0        | 18    | 18       | 4.50     | 1.58    |
| MLB：5年 | MLB：5年     | 20    | 11    | 0     | 0     | 0        | 1     | 7     | 0        | 4           | .125  | 291   | 61.1     | 76       | 18          | 32       | 3     | 3        | 40       | 2     | 0        | 53    | 51       | 7.48     | 1.76    |
| NPB：1年 | NPB：1年     | 4     | 0     | 0     | 0     | 0        | 0     | 0     | 0        | 0           | ---   | 20    | 5.0      | 6        | 0           | 1        | 0     | 0        | 1        | 0     | 0        | 1     | 1        | 1.80     | 1.40    |
| KBO：2年 | KBO：2年     | 62    | -     | 0     | 0     | 0        | 11    | 16    | 21       | 0           | .407  | 904   | 207.2    | 216      | 16          | 82       | 0     | 10       | 119      | 0     | 0        | 102   | 91       | 3.94     | 1.43    |

- 2018年度シーズン終了時

### 記録
NPB
- 初登板：2011年5月5日、対東北楽天ゴールデンイーグルス6回戦（福岡Yahoo! JAPANドーム）、9回表に4番手で救援登板・完了、1回無失点
- 初奪三振：2011年6月6日、対広島東洋カープ4回戦（MAZDA Zoom-Zoom スタジアム広島）、9回裏に東出輝裕から見逃し三振

### 背番号
- 50 （2005年、2007年）
- 59 （2006年）
- 41 （2009年）
- 54 （2010年）
- 57 （2011年）
- 44 （2012年 - 2013年）
- 89 （2019年 - 2021年）